# Эспозито, Джон
Джо́н Лью́ис Эспози́то (англ. John Louis Esposito; род. 19 мая 1940, Нью-Йорк, США) — американский историк, исламовед, профессор Джорджтаунского университета. Директор Центра мусульмано-христианского взаимопонимания имени Аль-Валид ибн Талала при Джорджтаунском университете. Известен как сторонник прочных мусульмано-христианских связей.
Автор более 30 монографий и научно-популярных книг, главный редактор таких фундаментальных научных изданий как: The Oxford Encyclopedia of the Modern Islamic World, The Oxford History of Islam, The Oxford Dictionary of Islam, The Oxford Encyclopedia of the Islamic World (six vols.), and Oxford Islamic Studies Online.
Считается одним из основных западных апологетов ислама, популяризировал термин «исламофобия» для обозначения любой критики ислама, которую считает неполиткорректной. В связи с этим Д. Горовиц включил Эспозито в книгу «Профессора: 101 самых опасных учёных Америки».

## Биография

### Ранние годы
Родился 19 мая 1940 года в районе Бруклин г. Нью-Йорка, США. Под влиянием соседей-итальянцев он стал католиком и некоторое время провёл в монастыре. После получения степени бакалавра Эспозито работал в области управленческого консалтинга и учителем в средней школе. Затем получил степень магистра теологии в Университете святого Иоанна. В 1974 году получил степень доктора философии по исламоведению в университете Темпл и прошёл повышение квалификации в Гарвардском и Оксфордском университетах.

### Научная деятельность
После получения докторской степени, Джон Эспозито преподавал религиоведение (включавшее курсы по буддизму, индуизму и исламу) в иезуитском Колледже Святого Креста. Здесь он занимал должность Лойолского профессора медиевистики, заведовал кафедрой религиоведения и был директором колледжского Центра международных исследований. В Джоржтаунском университет Эспозито является профессором религии и международных отношений и профессором исламоведения. Также он работает старшим научным сотрудником в Центре мусульманских исследований Института Гэллапа, где в 2008 году выпустил в соавторстве монографию «Кто говорит за ислам? Что миллион мусульман думают на самом деле».
В 1984 году вышла монография «Ислам и политика», а в 1988 году — «Ислам: прямой путь». Обе книги имели большой успех и неоднократно переиздавались.
В 1988 году Эспозито был избран президентом Североамериканской ассоциации Ближневосточных исследований. Также его избирали президентом Американского совета по изучению исламских обществ.
В 1999—2004 годах Эспозито занимал должность заместителя председателя Совета директоров Центра изучения ислама и демократии. Также являлся членом Совета 100 лидеров Всемирного экономического форума и Группы высшего уровня Альянса цивилизации ООН.
Эспозито выступил в качестве эксперта в документальном фильме-лауреате канала PBS Мухаммед: наследие пророка выпущенном фондом «Единые производства» (англ. Unity Productions Foundation).

## Награды
В 2003 году он был удостоен премии Школы иностранных дел Джордтаунского университета за выдающуюся преподавательскую деятельность.
В 2005 год у награждён премией Мартина Э. Марти Американской академии религии за общественное принятие религии. А также пакистанской премии Каид-и-Азама за весомый вклад в исламоведение.

## Научные труды

### Монографии
- What Everyone Needs to Know About Islam (1st edition: 2002. 2nd edition: 2011) ISBN 978-0-19-979413-3
- The Future of Islam (2010) ISBN 0-19-516521-7
- Islam: The Straight Path[англ.] (1st edition: 1988, 3rd edition: 2004) ISBN 0-19-518266-9
- Unholy War: Terror in the Name of Islam (2002) ISBN 0-19-515435-5
- Women in Muslim Family Law, coauthored with Natana J. Delong-Bas (2nd edition: 2002) ISBN 0-8156-2908-7
- Makers of Contemporary Islam, coauthored John Voll (2001) ISBN 0-19-514128-8
- The Islamic Threat: Myth or Reality? (3rd edition: 1999) ISBN 0-19-513076-6
- Political Islam: Radicalism, Revolution or Reform (1997) ISBN 1-55587-168-2
- Islamophobia: The Challenge of Pluralism in the 21st Century as coeditor with Ibrahim Kalin (2011) ISBN 978-0-19-975364-2
- Islam in Asia: Religion, Politics, & Society, as editor (2006) ISBN 0-19-504082-1
- Turkish Islam and the Secular State: The Gulen Movement, as coeditor with M. Hakan Yavuz (2003) ISBN 0-8156-3040-9
- Modernizing Islam: Religion in the Public Sphere in the Middle East and Europe, as coeditor with Francois Burgat[англ.] (2003) ISBN 0-8135-3198-5
- Iran at the Crossroads, as coeditor with R.K. Ramazani (2000) ISBN 0-312-23816-9
- Muslims on the Americanization Path?, as coeditor with Yvonne Yazbeck Haddad?! (2000) ISBN 0-19-513526-1
- Islam, Gender and Social Change, as coeditor with Yvonne Yazbeck Haddad?! (1997) ISBN 0-19-511357-8
- Islam and Politics, as editor (1st edition: 1984, 4th edition: 1998) ISBN 0-8156-2774-2
- Islam and Democracy, as coeditor with John Voll (1996) ISBN 0-19-510816-7
- Voices of Resurgent Islam, as editor (1983) ISBN 0-19-503340-X

### Научная редакция
- The Oxford Encyclopedia of the Islamic World, as editor (2009, 5 volume set) ISBN 978-0-19-530513-5
- Who Speaks for Islam? What a Billion Muslims Really Think, coauthored with Dalia Mogahed (2008) ISBN 978-1-59562-017-0
- The Oxford History of Islam, as editor (2004) ISBN 0-19-510799-3
- The Islamic World: Past and Present, as editor (2004, 3 volume set) ISBN 0-19-516520-9
- The Oxford Encyclopedia of the Modern Islamic World, as editor (1995, 4 volume set) ISBN 0-19-506613-8
- The Oxford Dictionary of Islam[англ.], as editor (1994) ISBN 0-19-512559-2

## Переводы на русский язык
- Эспозито Д. Ислам. Почему мусульмане такие = What Everyone Needs to Know about Islam / Пер. с англ. Н. Богомолова. — М.: Эксмо, Наше слово, 2011. — 384 с. — (Ислам). — 3000 экз. — ISBN 978-5-699-52698-7.

## Интервью
- Мусульмане должны активнее идти в политику — Джон Эспозито